# Collegio plurinominale
Il collegio plurinominale è un collegio elettorale in una porzione del territorio di uno Stato. I cittadini con diritto di voto che risiedono in un collegio eleggono nel caso del collegio uninominale un solo rappresentante in Parlamento mentre, nel caso di un collegio plurinominale, più di uno.
Il collegio uninominale è generalmente adottato nei sistemi di voto maggioritari, quello plurinominale nei sistemi proporzionali.